# Wu Zhongbi
Wu Zhongbi (* 19. März 1919 in der Provinz Anhui in China; † 14. November 2007 in Wuhan) war ein chinesischer Mediziner (Pathologie, Rechtsmedizin).

## Leben
Wu Zhongbi wuchs in ärmlichen Verhältnissen in Shanghai und Nanjing auf. Sein Vater war Fabrikkaufmann und er das älteste von neun Geschwistern. Er war in den Wirren des Kriegs mit Japan ständig auf der Flucht, bestand aber 1939 das Abitur an der Tongji-Mittelschule in Shanghai und studierte an der Tongji-Universität in Shanghai Medizin. Dabei lernte er auch sehr gut Deutsch; die Tongji-Universität war auf deutsche Initiative als Medizinische Hochschule 1907 gegründet worden und entstand aus einem Krankenhaus des deutschen Arztes Erich Paulun. Sein Studium fiel in den japanischen Krieg und er absolvierte es größtenteils während der Evakuierung und dem Marsch nach Hanoi. 1946 wurde er Assistenzarzt für Pathologie an der Tongji-Universität und 1950 Dozent. Als die Universität Tongji nach Wuhan verlegt wurde, zog er mit und wurde dort 1956 außerordentlicher Professor. In der Kulturrevolution (ab 1966) war er Demütigungen und Schikanen ausgesetzt und wurde mehrfach gefangengesetzt. Nach Ende der Kulturrevolution wurde er 1976 ordentlicher Professor. Er leitete das Institut für Pathologie. Er starb an Dickdarmkrebs. Sein Freund der Chirurg Qiu Fazu operierte ihn noch erfolgreich, es hatten sich aber bereits Metastasen gebildet.
Er erforschte besonders die Schistosomiasis (Bilharziose), was auch zur Entwicklung eines Impfstoffs führte in Zusammenarbeit mit der Universität Heidelberg. Von ihm stammen 20 Monographien und Lehrbücher und viele Hand- und Lehrbücher übersetzte er aus dem Deutschen ins Chinesische. Wu Zhongbi war Vorsitzender der Gesellschaft für Pathologie der Provinz Hubei und von Gesamtchina. Er besuchte jahrzehntelang regelmäßig Deutschland und vermittelte viele Partnerschaften von Universitäten und Krankenhäusern.
Er war 1984 in Wuhan, zusammen mit seinem Freund, dem Chirurgen, Qiu Fazu (1914–2008), Gründungsmitglied (und einer der Gründungspräsidenten) der Chinesisch-Deutschen Gesellschaft für Medizin (CDGM) und setzte sich für den wissenschaftlichen Austausch mit Deutschland ein, wobei er viele Medizinstudenten nach Deutschland vermittelte. Auch bei der Gründung der DCGM (Deutsch-Chinesische Gesellschaft für Medizin) 1984 in Köln war er anwesend.

## Auszeichnungen
- 1986: Großes Bundesverdienstkreuz der Bundesrepublik Deutschland
- 1988: Mitglied der Leopoldina
- 1994: Ehrendoktor der Universität Ulm
- 1998: Ehrendoktor der Universität Heidelberg
- 2005: Ehrendoktor der Universität Essen
- 2002: Großes Bundesverdienstkreuz mit Stern
- 2007: Paulun-Medaille der DCGM.